# Carl Neumann Degler
Carl Neumann Degler (né le6 février 1921 à Orange dans le New Jersey et mort le 27 décembre 2014  à Palo Alto, en Californie) est un historien américain, spécialiste de l'histoire de l'esclavage.
Il remporte le prix Pulitzer d'histoire en 1972 pour son ouvrage intitulé Neither Black nor White (en), publié l'année précédente.

## Biographie
Carl Degler naît dans le New Jersey le 6 février 1921. Pendant la Seconde Guerre mondiale, il sert dans l'United States Army Air Forces de 1942 à 1945. Il obtient son bachelor's degree en histoire au Upsala College, et fait son master et son doctorat à l'Université Columbia.
Carl Degler enseigne l'histoire au Vassar College pendant 16 ans (1952–1968). En 1968, il rejoint l'université Stanford et y enseigne jusqu'à la fin de sa carrière en 1990. En 1986, il est élu Président de l'American Historical Association. Il a aussi été président de l'Organization of American historians et de la Southern Historical Association.
En 1972, il reçoit le prix Pulitzer d'histoire pour son livre Neither Black nor White, publié l'année précédente. Il s'agit d'un travail de comparaison entre l'esclavage et plus largement les relations interraciales au Brésil d'une part et aux États-Unis d'autre part. Il a auparavant publié, en 1959, l'ouvrage intitulé de Out of Our Past, une histoire des États-Unis, aujourd'hui encore utilisé dans certains établissement scolaires américains.
Féministe, il est l'un des deux seuls hommes membres fondateurs de la National Organization for Women.
En 1973-1974, il est titulaire de la chaire Harold Vyvyan d'histoire américaine à l'université d'Oxford (Harold Vyvyan Harmsworth Professor of American History).
Carl Degler meurt à Palo Alto, en Californie, le 27 décembre 2014, à l'âge de 93 ans.

## Vie personnelle
Degler est marié pendant 50 ans à Catherine Grady, qu'il a rencontrée à Columbia. Après la mort de cette dernière, il épouse Teresa Baker Degler pour les 14 dernières années de sa vie. Il a deux enfants.

## Publications
- Out of Our Past: The Forces That Shaped Modern America (1959)
- Neither Black Nor White: Slavery and Race Relations in Brazil and the United States (1972)
- The Other South - Southern Dissenters in the Nineteenth Century (1974)
- Place Over Time: The Continuity of Southern Distinctiveness, (1977)
- At Odds : Women and the Family in America from the Revolution to the Present (1981)
- In Search of Human Nature: The Decline and Revival of Darwinism in American Social Thought (1991)
- The Third American Revolution (1959)

## Crédit d'auteurs
(en) Cet article est partiellement ou en totalité issu de la page de Wikipédia en anglais intitulée « Carl Neumann Degler » (voir la liste des auteurs).